# Рыцари «Сидонии»
«Рыцари „Сидонии“» (яп. シドニアの騎士 Сидониа но Киси) — манга Цутому Нихэя, публиковавшаяся издательством Kodansha в журнале Afternoon с апреля 2009 по сентябрь 2015 года. Аниме-адаптация производства Polygon Pictures транслировалась с апреля по июнь 2014 года. Второй сезон аниме выпускался с апреля по июнь 2015 года.

## Сюжет
История происходит в далёком будущем, через тысячу лет после бегства людей с Земли, разрушенной гигантскими инопланетными монстрами, называемыми Гауна (яп. 奇居子（ガウナ）), на борту огромного космического корабля, созданного из астероида «Сидония». На нём тысячу лет назад случайно выжила, из-за мастерства одного пилота, геологическая экспедиция землян, которую просто забыли в ходе эвакуации землян из Солнечной системы на кораблях поколений, связь с которыми давно утеряна.
Большинство из остатков человечества, пребывающих на борту, обучается с самого раннего возраста, чтобы стать пилотами и быть в состоянии справиться с различными угрозами с помощью Стражей (яп. 衛人 Morito). На Сидонии на протяжении многих лет сложилась определённая культура, основанная на клонировании человека, бесполом размножении и генетической инженерии, например, создание гибридов человека/растения, обладающих способностью к фотосинтезу.
История рассказывает о Нагатэ Таникадзэ, с рождения жившего в подповерхностном слое Сидонии со своим дедом. Там он каждый день тренировался на старых тренажёрах, мечтая стать пилотом Стража. Когда еда закончилась, Таникадзэ был вынужден подняться на более высокие уровни, чтобы украсть рис, однако был схвачен. В итоге он узнал, что находится на Сидонии, и был вынужден отправиться в числе молодых пилотов на обучение.

## Персонажи

### Основные персонажи
Нагатэ Таникадзэ (яп. 谷風 長道 Таникадзэ Нагатэ) — главный герой аниме, воспитанный своим дедом Хироки Сайто глубоко внутри Сидонии, ввиду чего он не прошёл специальную генетическую обработку для развития способности к фотосинтезу и должен есть каждый день, как обычный человек. В дальнейшем становится ясно, что он на самом деле клон Сайто, генетически получивший способности к быстрой регенерации и бессмертию, а также унаследовавший природные таланты Сайто как пилота и воина. На Нагатэ возложили управление мехом Сайто, легендарным Тип-17 Цугумори (яп. 継衛), в конце концов стал лучшим асом Сидонии, неоднократно спасая корабль от нашествия Гауна. Позднее ему поручили испытание опытного образца новой модели стража, Тип-19, с улучшенной боеспособностью. Пилот юнита № 704.
Сэйю: Рёта Осака
Идзана Синатосэ (яп. 科戸瀬 イザナ Синатосэ Идзана) — принадлежит к новому третьему полу, гермафродит, возникшему за сотни лет человеческой эмиграции в открытом космосе. Идзана также пилот-страж, быстро ставшая лучшим другом и соседом Нагатэ; со временем влюбляется в него, в связи с чем тело «переключается» на женский пол. Во время своего первого вылета в качестве пилота, теряет руку и ногу. Потерянные конечности заменили протезами, позволившие ей выполнять сложные манипуляции с гораздо большим мастерством, чем обычный человек. Пилот юнита № 723.
Сэйю: Аки Тоёсаки
Сидзука Хосидзиро (яп. 星白 閑 Хосидзиро Сидзука) — пилот стража, занимающая номер два среди стажёров, небезответно влюблена в Нагатэ. Позднее была убита и поглощена Гауна, которая использовала её ДНК и воспоминания для создания сильных стражей, Гауны известной как Алый Бражник (яп. 紅天蛾 Бэнисудзумэ). Образец плаценты, напоминающий Судзуку, был извлечён Нагатэ, и Отиаи импрегнирует его, используя человеческую ДНК, чтобы создать Цумуги и Каната. Пилот юнита № 702.
Сэйю: Ая Судзаки
Юхата Мидорикава (яп. 緑川 纈 Мидорикава Юхата) — друг Нагатэ и Идзаны. В дальнейшем у неё появляются чувства к Нагатэ, и она начинает соперничать с Идзаной за его внимание. Была назначена помощником командира на борту Сидонии в операциях стражей. Позднее переезжает в дом Нагатэ.
Сэйю: Хисако Канэмото
Цумуги Сирауи (яп. 白羽衣 つむぎ Сирауи Цумуги) — гибрид Гауны и человека (химера), созданный Kunato Developments для борьбы c Гауна. Аналогичный по размеру стражу. С его мастерством в бою соперничает только Нагатэ. Цумуги во время службы подружилась с Нагатэ и Идзаной, посещая их в виде щупалец, через систему вентиляции Сидонии, в то время как основная часть тела оставалась в камере.
Сэйю: Ая Судзаки
Тэруру Итигая (яп. 市ヶ谷 テルル Итигая Тэруру) — робот, созданный одним из пацифистов, который считал, что если люди будут роботами, то не привлекут внимания Гауна. Вместе с отцом участвовала в колонизации планеты Lem-VII. Не знала, что луну планеты, а также находящеюся на ней базу пацифистов, уничтожил большой корабль Гауна. После нападения Гауна на поверхность планеты оказалась на дрейфующем осколке корабля, откуда подала сигнал бедствия на Сидонию. Вернувшись на Сидонию, стала жить с Нагатэ. Позже стала одним из пилотов боевого корабля «Мидзуки».

### Пилоты стражей
Норио Кунато (яп. 岐神 海苔夫 Кунато Норио) обладает высоким навыком пилотирования Стража. Будучи стажёром, занимал первое место в группе. Соперничает с Нагатэ, злясь за то, что тому, а не ему доверили пилотирование легендарного «Цугумори». Наследник Kunato Developments, компании, разработавшей Стража «Тип 18», составляющей большую часть стражей Сидонии. Позже его тело было захвачено разумом Отиаи. № 701.
Сэйю: Такахиро Сакураи
Эйко Ямано (яп. 山野 栄子 Ямано Эйко) — одна из курсантов. Во время миссии по добычи минералов на астероиде, была поглощена внезапно появившейся Гауной.
Сэйю: Нанако Мори
Мотикуни Акаи (яп. 赤井 持国 Акаи Мотикуни) — лидер отряда Акаи. Он был самым молодым обладателем «Кубка Гравитация» и удерживал его подряд в течение 13 сезонов. Акаи погиб вместе со всем своим отрядом, в том числе со своей девушкой и старшим братом Юхаты, во время нападения Гауны на Сидонию.
Сэйю: Сома Сайто
Самари Иттан (яп. サマリ・イッタン Самари Иттан) — лидер отряда Самари. Старший лётчик и один из тест-пилотов серии 19. После смерти отряда Акаи, занимает самый высокий ранг среди пилотов. Как правило, выступает в качестве полевого командира в ходе миссий.
Сэйю: Ацуко Танака
Тонами (яп. 土浪) — участник исходного отряда Самари. Утверждает, что он лучший на Сидония после гибели отряда Акаи.
Коити Цурути (яп. 弦打 攻市 Цуру:ти Ко:ити) — пилот. Участник исходного отряда Самари. Достаточно хвастлив и вечно домогается Самари.
Сэйю: Косукэ Ториуми
Итиро Сэи (яп. 勢威 一郎 Сэи: Итиро:) — пилот. Ранее являлся помощником командира до того, как его место заняла Юхата.
Сэйю: Томохиро Цубои

### Сёстры Хонока
Несколько идентичных клонов сестёр пилотов Стражей. В возрасте 5 лет, благодаря ускоренному росту выглядят старше, также прошли ускоренную психологическую подготовку. В настоящий момент их 22, 2 партии по 11 человек.
Эн Хонока (яп. 仄 焔 Хонока Эн) — старшая из сестёр Хонока, она стала ближе к Нагатэ после того как он спас её во время миссии. Пилот юнита 703.
Сэйю: Эри Китамура
Рэн Хонока (яп. 仄 煉 Хонока Рэн) — одна из сестёр Хонока. Пилот юнита 706. Её отношение к Нагатэ потеплело после того, как он помог ей отомстить за Хо, победив Бэнисудзумэ, выстрелив специальной пулей, сохранённой специально для этого случая.
Сэйю: Эри Китамура
Хо Хонока (яп. 仄 烽 Хонока Хо:) — одна из сестёр Хонока. Пилот юнита 705. Погибла в битве с Бэнисудзумэ.
Сэйю: Эри Китамура
Ро Хонока (яп. 仄 炉 Хонока Ро) — одна из сестёр Хонока. Пилот юнита 707.
Сэйю: Эри Китамура
Сё Хонока (яп. 仄 炒 Хонока Сё:) — младшая из сестёр Хонока, из второй партии одиннадцати. Считается наиболее способной к пилотированию из партии. Была поглощена Гауной, в итоге появляются в виде 17-метровой версии себя.

### Бессмертный совет
Капитан Кобаяси (яп. 小林艦長 Кобаяси-кантё)
Сэйю: Саяка Охара
Хироки Сайто (яп. 斎藤 ヒロキ Сайто: Хироки)
Сэйю: Рикия Кояма
Юрэ Синатосэ (яп. 科戸瀬 ユレ Синатосэ Юрэ)
Сэйю: Мамико Ното
Лала Хияма (яп. ヒ山 ララァ Хияма Рара:)
Сэйю: Сатоми Араи
Отиаи (яп. 落合)
Сэйю: Такэхито Коясу

### Другие персонажи
Нуми Тахиро (яп. 田寛 ヌミ Тахиро Нуми)
Сэйю: Рина Сато
Сасаки (яп. 佐々木) — начальник Toha Heavy Industries (яп. 東亜重工 То:а Дзю:ко:) R&D. Высокая и внушительная женщина с причёской конский хвост. Имеет грозную репутацию и, как правило, выговаривает Нагатэ за повреждения «стража».
Сэйю: Такако Хонда
Синсукэ Тамба (яп. 丹波 新輔 Тамба Синсукэ)
Сэйю: Осаму Сака
Модзуку Кунато (яп. 岐神 海蘊 Кунато Модзуку) — «сестра» Кунато. Погибает во время посещения лаборатории Отиая; восстановлена им после того, как он захватил тело её брата. После промывки мозгов участвует в осуществлении его планов.
Сэйю: Аянэ Сакура
Каната (яп. かなた) — второй гибрид Гауна и человека — Химера, гораздо более мощная, чем Цумуги, но психически неуравновешенная. Химера не уничтожена, а помещена в искусственный сон, ввиду того, что капитан Кобаяси заинтересована в его мощном дальнобойном оружии, установленном в правый глаз гибрида, которое может навсегда избавить Сидонию от угрозы Гаун.
Рёко Такахаси (яп. 高橋 亮子 Такахаси Рё:ко)
Сэйю: Charmaine Tan

## Издания

### Манга
Манга написана и проиллюстрирована Цутому Нихэем. Манга дебютировала 25 апреля 2009 года в журнале Afternoon издательства Kodansha и издавалась до 25 сентября 2015 года. С тех пор вышло 15 танкобонов.
На русском языке в полном объёме манга выпущена издательством XL Media с 2017 по 2023 год.

### Аниме
Премьера аниме-сериала производства Polygon Pictures состоялась 10 апреля 2014 года на MBS, а затем на TBS, CBC и BS-TBS. Режиссёр сериала Кобун Сидзуно, его ассистент Хироаки Андро, сценарий Садаюки Мураи и дизайн персонажей Юки Морияма. На английском языке сериал транслировался по Netflix летом 2014 года. Открывающая песня «Sidonia» исполнена группой Angela, закрывающую песню «Show» (яп. 掌) исполнила Эри Китамура.

## Признание
В 2013 году «Рыцари Сидонии» стали одним из произведений, рекомендованных жюри в категории «Манга» на 17-м Японском фестивале медиаискусства.
В 2014 году американская Ассоциация библиотечных услуг для молодежи (YALSA) включила «Рыцарей Сидонии» в свой список 10 лучших графических романов для подростков.
В 2015 году «Рыцари Сидонии» выиграли 39-ю премию манги Коданся в общей категории.
В 2016 году манга выиграла 47-ю премию Сэйун в категории «Лучший комикс».
В 2020 году в испанской Барселоне на 26-м конкурсе Salón del Manga она победила в категории «Лучший сэйнэн».